# Marc Laforêt
Marc Laforêt (ur. 28 sierpnia 1966 w Paryżu) – francuski pianista, laureat II nagrody na XI Międzynarodowym Konkursie Pianistycznym im. Fryderyka Chopina (1985).

## Życiorys
Na fortepianie zaczął grać w wieku pięciu lat. Uczył się w konserwatorium w Boulogne-Billancourt, a następnie w Konserwatorium Paryskim. W 1985 został laureatem konkursu Young Concert Artists w Nowym Jorku, a następnie zdobył II miejsce oraz nagrodę specjalną Polskiego Radia za najlepsze wykonanie mazurków na XI Międzynarodowym Konkursie Pianistycznym im. Fryderyka Chopina.
Sukces w Warszawie był początkiem jego kariery. Występował z recitalami w Europie, USA i Japonii. Współpracował z wieloma orkiestrami i muzykami. Wiele razy powracał na koncerty do Polski. W jego repertuarze są utwory Chopina, Liszta, Skriabina, Bacha, Mozarta, Beethovena, Ravela, Brahmsa, Scarlattiego, Schuberta, Schumanna, Janáčka, Debussy'ego i Rachmaninowa. Nagrał płyty m.in. z utworami Chopina.
3 lipca 2023 r. artysta wystąpił na XXIX Międzynarodowym Festiwalu Muzycznym im. Krystyny Jamroz w Busku-Zdroju, zagrał koncert na dwa fortepiany wspólnie z południowokoreańskim pianistą Hyuk Lee.